# Neallogaster ornata
Neallogaster ornata – gatunek ważki z rodziny szklarnikowatych (Cordulegastridae).